# Joe Zappala
Joe Zappala (Medford, 7 maggio 1983) è un ex hockeista su ghiaccio statunitense naturalizzato italiano, di ruolo attaccante.

## Carriera
Zappala inizia la sua carriera nella Yale University (NCAA) nel 2002. Dopo l'esperienza universitaria milita nelle serie minori nordamericane, come la ECHL e la CHL. Nella stagione 2008-2009 giocò in Austria nella seconda divisione con la maglia dell'EK Zell am See. In Italia venne chiamato nel corso della stagione 2009-10 dall'Hockey Club Asiago dove, anche grazie al suo fondamentale contributo nei playoff (16 punti in 14 incontri), vinse lo scudetto. Al termine di quella stagione, all'età di soli 27 anni, si ritirò dall'attività agonistica.

## Palmarès

### Club
- Campionato italiano: 1

Asiago: 2009-2010